# Zoia Duriagina
Zoia Antonivna Duriagina es una científica, ingeniera de materiales, doctora en ciencias y profesora ucraniana.

## Biografía
Duriagina nació el 8 de junio de 1950 en Leópolis. Ingresó al Instituto Politécnico de Leópolis y se graduó en 1972 con un título en ingeniería metalúrgica en la especialidad "Física de los metales". En el mismo año ingresó a la escuela de posgrado en el Departamento de Física de Metales y Ciencia de Materiales. 

## Carrera
De 1975 a 2013, trabajó en el Politécnico de Leópolis como investigadora junior en el laboratorio de investigación, asistente, profesora titular, profesora asociada y profesora. Desde 2015, también enseña en el Departamento de Ingeniería y Ciencias Técnicas de la Universidad Católica Juan Pablo II en Lublin (Polonia).
Duriagina también es miembro de pleno derecho de la Academia de Ciencias de la Educación Superior de Ucrania, miembro de la Sociedad Científica Shevchenko, y jefa del departamento de Ciencia de Materiales Aplicados y Procesamiento de Materiales en el Instituto de Ingeniería Mecánica y Transporte, que forma parte de la Universidad Politécnica Nacional de Leópolis.
Tiene una entrada en la Enciclopedia de la Ucrania moderna.
Ha publicado 275 artículos científicos en los campos de la metalurgia, la ciencia de los materiales, la física del estado sólido y la ingeniería de superficies, la mayor parte de los cuales son artículos en revistas profesionales, incluidos 55 artículos en revistas indexadas en las bases de datos Scopus y Web of Science.